# قالی ترکمن

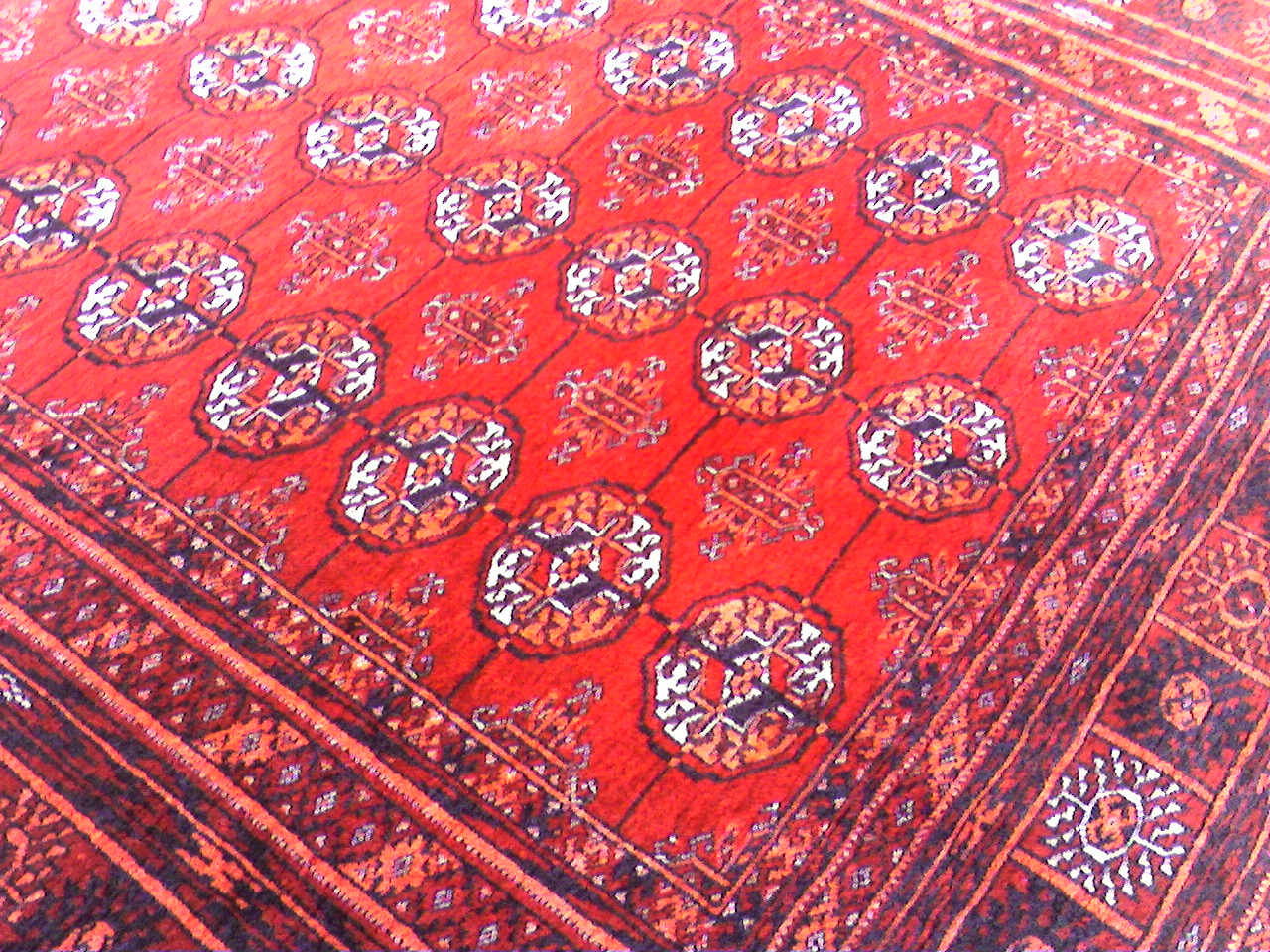
قالی ترکمنی با نقش تکه که به نقش بخارا مشهور است

قالی ترکمن گونه‌ای قالی و از صنایع دستی همین خطه است که امروز و در گذشته تولید می‌شده‌است.
ترکمن‌ها اصالتاً گروهی از ترکان آسیای میانه هستند که از سال‌ها پیش در شرق دریای خزر تا رود جیحون به گونهٔ چادرنشینی زندگی می‌کردند. مارکوپولو، جهانگرد ایتالیایی، در شرح سفر خود به آسیای شرقی ضمن تعریف از اسب‌های ترکمنی از فرش‌های ظریف و زیبای آن‌ها نیز یاد می‌کند. ترکمن‌ها به ۵ ایل مهم به شرح زیر تقسیم می‌شوند:
1. گوکلان
2. نوخرلی
3. ارساری
4. یموت
5. تکه

ترکمن‌ها بیشتر در ترکمنستان زندگی می‌کنند و عده‌ای از طایفهٔ یموت و تعدادی هم از طایفهٔ تکه در ایران زندگی می‌کنند. قالی بافی در میان مردم ترکمن همانند تمامی مردم فرش باف یک خصیصه و عادت همیشگی است. دستبافته‌های ترکمن صرفاً بر اساس ضرورت بافته می‌شوند و البته شماری از بافته‌هایشان نیز خالی از تجمل وزیبایی نیست.

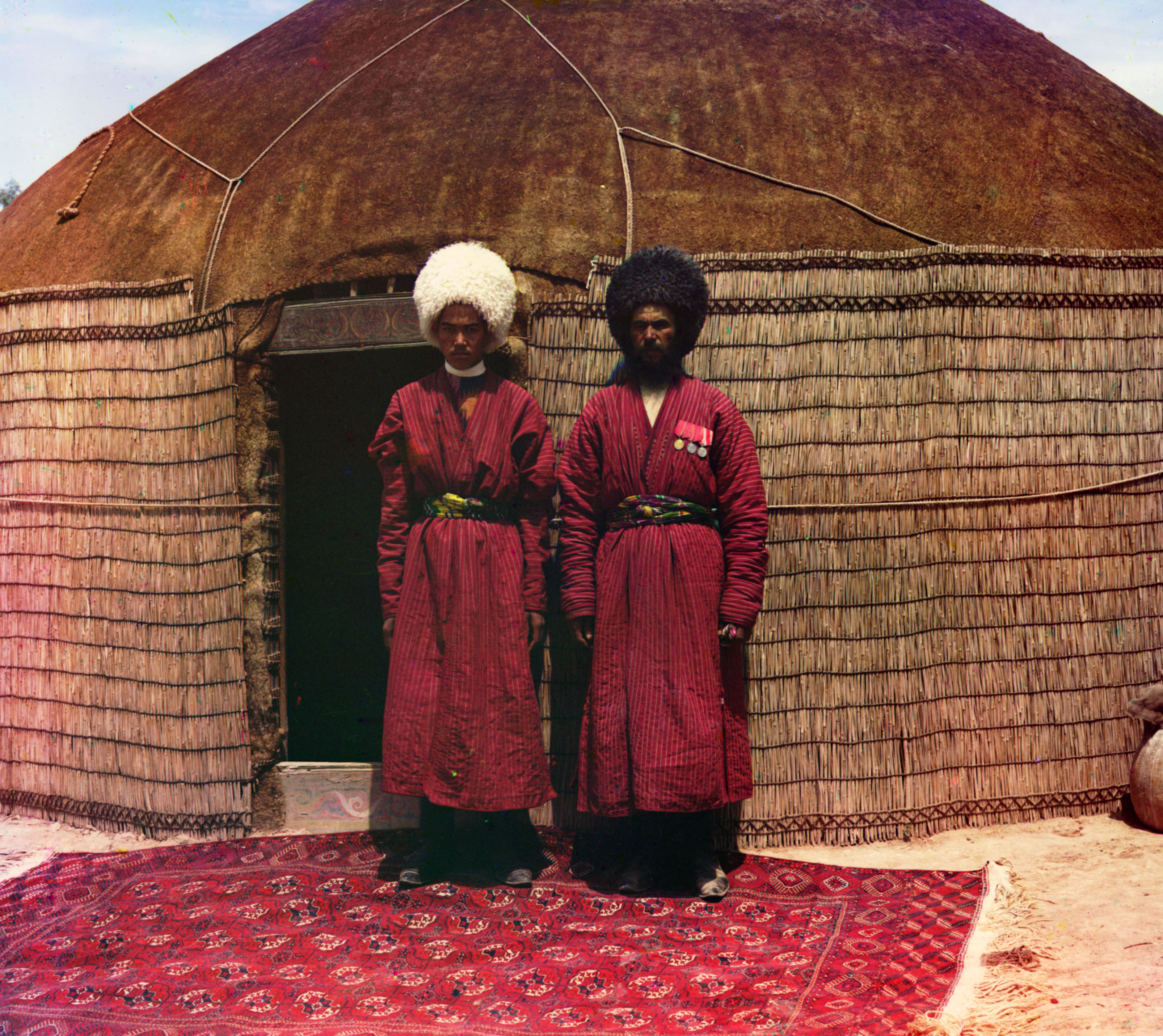
دو مرد ترکمن به روی قالی ترکمنی در مقابل یورت. عکسی از اوایل قرن بیستم سالهای (۱۹۰۵–۱۹۱۵)

## فرش بافی ترکمن
یموت‌های ایرانی در فرش بافی استاد و ماهر هستند و با ذوق بسیار دستبافته‌های با ارزشی می‌بافند. در میان بافته‌های طایفهٔ یموت، بافته‌های تیره آتابای در درجهٔ اول اهمیت قرار می‌گیرد. و پس از آن نوبت به دستبافته‌های تیره جعفر بای می‌رسد. تیرهٔ کوچکی از این طایفه به نام کوگلان‌ها نیز به‌طور مطلق در ایران زندگی می‌کنند و بیشتر در کار خورجین بافی هستند. گروهی از افراد ایل تکه که بعد از انقلاب روسیه به ایران آمده‌اند. بهترین فرش‌های ترکمنی را می‌بافند. فرش‌های آنها دو پوده بوده و با گره ترکی بافته می‌شوند. گاهی تارها را و به ندرت تمام الیاف فرش را از جنس ابریشم انتخاب می‌کنند. آنها دستبافته‌های مرغوب خود را به فروش نمی‌رسانند و طبق سنت به عنوان جهزیهٔ دختران خود نگه می‌دارند. فرش‌های ترکمنی ایرانی از نظر تراکم نسبت به فرش‌های ترکمنی روسی متراکم تر و کوبیده تر است.
فرش‌های ترکمنی بر روی دستگاه‌های افقی (زمینی) بافته می‌شوند. از جمله طرح‌های معروف این ایلات می‌توان به ترکمن قاشقی، ترکمن آخال (بخارا) یا طرح چشم غزال و همچنین طرح چهار فصل که مخصوص بافندگان ایل تکه است و از مشخصات آن این است که زمینهٔ فرش با خاج کوچکی که در وسط آن طراحی شده به ۴ قسمت تقسیم می‌شود. معمولاً در بالا وپایین فرش‌های ترکمنی و بعد از حاشیه قسمت‌های اضافی بافته می‌شوند که شانه نام دارند و این کار در دیگر مراکز فرش بافی ایران رایج نیست. در روزگار گذشته بیشتر پشم‌های ترکمن صحرا با رنگ‌های طبیعی رنگ می‌شدند اما امروزه تا حدودی رنگ‌های شیمیایی نیز به کار می‌رود. فرش‌های ترکمن در اندازه‌های بین ۱تا ۱۲ متر مربع و در رنگ‌های قرمز لاکی، آبی سرمه‌ای، سبز پر رنگ، سفید و بژ بافته می‌شوند.
بافندگان ترکمن پس از اینکه یک رج بافته شد، برای فشردن پود بر روی رج بافته شده و شروع رج بعدی، دونفری شانه (دفتین) را می‌کوبند و سعی می‌کنند ضرب پای اسبی را تقلید کنند که چابک‌سواری ترکمن با آن می‌تازد؛ گاهی صدای پای اسب نزدیک وگاهی دور می‌شوند.

## رنگ در فرش ترکمن
رنگ در فرش ترکمن محدود است. رنگ‌هایی که سابقاً در فرش ترکمن استفاده می‌شده ۵ رنگ بوده‌است:
1. سفید
2. سیاه
3. سبز تیره
4. لاکی تیره
5. لاکی متمایل به زرد اما این ۵ رنگ بعدها توسط شخصی به نام نیاز محمد نیازی به ۱۲ رنگ رسید و رنگ‌هایی که اضافه شد شامل: طوسی، دارچینی، عبایی، قهوه‌ای روشن، قهوه‌ای تیره، طلایی، نخودی، آبی آسمانی بودند. در زیر موادی که رنگ‌ها را از آن‌ها می‌گرفته‌اند؛ بیان شده‌است.
6. لاکی:گرد ریشهٔ روناس
7. قهوهای:پوست گردو+ریشه روناس
8. دارچینی:پوست گردو+روناس+پوست انار
9. نخودی:زاج سفید+پوست انار
10. طوسی یا موشی:زاج سیاه+پوست انار
11. مشکی:پوست گردو+نیل
12. زیتونی:پوست انار+برگ مو+پوست گردو[۴]